# Maxxis
Cheng Shin Rubber Industry Co. (chino: 正新橡膠工業股份有限公司; pinyin: Zhèngxīn Xiàngjiāo Gōngyè Gǔfèn Yǒuxiàn Gōngsī), o simplemennte Maxxis, es una empresa taiwanesa de neumáticos. Establecida en 1967, en la ciudad de Yuanlin, condado de Changhua, por Luo Jye, actualmente opera a nivel mundial.
Considerado uno de los fabricantes de neumáticos con más ventas a nivel mundial, Maxxis se especializa en la fabricación de equipo para bicicletas, motocicletas y automóviles. Junto a Continental, Michelin y Kenda, Maxxis destaca entre los 5 principales fabricantes de neumáticos de bicicleta.
Las ventas anuales de Maxxis superan los 4.5 billones de dólares.